# Michel Nowak
Michel Nowak (Annaba, 30 giugno 1962) è un ex judoka francese.

## Palmarès
- Giochi olimpici

Los Angeles 1984: bronzo nei 78 kg.